# The Teardrop Explodes
The Teardrop Explodes foi uma banda de inglesa de pós-punk de Liverpool formada no final dos anos 70 quando Ian McCulloch, Pete Wylie e Julian Cope desistem de seu projeto anterior, o The Crucial Three. Em 1978 Cope deixa esta banda e monta o The Teardrop Explodes, lançando dois discos de estúdio no início dos anos 80 e sendo considerada uma das bandas cruciais da psicodelia no rock daquela década. Ian, por sua vez, formaria uma das bandas mais conhecidas da década de 80, o Echo & the Bunnymen.

## História
O primeiro single do The Teardrop Explodes foi "Sleeping Gas", de 1979, que estaria presente em seu primeiro disco de estúdio, Kilimanjaro, lançado em 1980 e gravado enquanto a banda não excursionava com o Echo & the Bunnymen. O disco teve vendas respeitáveis no início de 1981. Logo após o guitarrista Mick Finkler ser substituído por Alan Gill, o The Teardrop Explodes lança em single "When I Dream", que ultrapassa um pouco o "top 50" atingindo #47. Mas foi com "Reward" (#6 nas cartas) e "Treason (It's Just a Story)" (#18 nas cartas) que o The Teardrop Explodes se tornou mais conhecido.
Alan Gill é substituído por Troy Tate em 1981 para a gravação de Wilder, segundo álbum da banda. O maior hit do disco foi o pop de "Passionate Friend", que atingiu a posição #25. No meio de turnês, incluindo os Estados Unidos, o relacionamento entre os integrantes se deteriorou, deixando em suspenso o resultado das sessões de gravação do terceiro disco, Everybody Wants to Shag... The Teardrop Explodes, que só sairia em 1990.

## Discografia

### Álbuns de estúdio
- Kilimanjaro (1980) - Mercury Records
- Wilder (1981) - Mercury Records
- Everybody Wants to Shag... The Teardrop Explodes (1990) - Fontana Records